# Башкирський обласний комітет КПРС
Башки́рський обласний комітет КПРС (башк. КПСС-тың Башҡорт өлкә комитеты) — центральний партійний орган КПРС, який функціонував на території Башкортостану в 1917–1991 роках.

## Історія
8 листопада 1917 року в Уфимській губернії була встановлена радянська влада й одразу утворений Уфимський губернський революційний комітет. 21 лютого 1919 року на І Всебашкирському воєнному з'їзді був створений Тимчасовий воєнний революційний комітет Башкирської Радянської республіки. 1922 року, після виходу постанови Оргбюро ЦК РКП(б), було прийнято рішення про об'єднання двох комітетів в єдиний Башкирський обласний комітет КПРС.
Станом на 1929 рік комітет складався з 632 первинних організацій та нараховував 15107 членів. В результаті репресій кількість членів обкому зменшилась з 40 тисяч у 1933 році до 20 тисяч у 1938 році. Лише за жовтень 1937 року з партії було виключено 41% усіх членів обкому. Станом на 1 січня 1948 року чисельність членів обкому нараховувала 78886 осіб, а на 1987 рік — 227700 осіб, завдяки чому була однією з найбільших у РРФСР. З 6 листопада 1991 року діяльність обкому, як і всієї КПРС, була призупинена.

## Голови

### Голови Уфимського революційного комітету РКП(б) (1917–1923)
- Ельцин Борис Михайлович (05.1917 — 07.1918)
- Бісярін Василь Григорович (02.1919 — 03.1919)
- Ельцин Борис Михайлович (07.1919 — 12.1919)
- Преображенський Євгеній Олексійович (01.1920- 03.1920)
- Стуков Інокентій Миколайович (03.1920 — 08.1920)
- Німвіцький Борис Миколайович (08.1920 — 12.1921)
- Ельцин Борис Михайлович (12.1921 — 09.1922)
- Бісярін Василь Григорович (12.1921 — 09.1922)

### Голови Тимчасового воєнного революційного комітету Башкирської Радянської республіки (1919–1920)
- Кулаєв Мстислав Олександрович (22.02.1919 — 17.05.1919)
- Юмагулов Харіс Юмагулович (17.05.1919 — 20.01.1920)
- Валідов Ахмет-Закі Ахметшахович (24.02.1920 — 16.06.1920)
- Мансирев Файзулла Саїтович (26.06.1920 — 28.07.1920)

### Голови Башкирського обкому РКП(б)/ВКП(б)/КПРС (1919–1991)
- Юмагулов Харыс Юмагулович (11.1919 — 12.1919)
- Каспранський-Ізмайлов Ахмет-Камал Ахмадінурович (03.1920 — 05.1920)
- Вікман Петро Михайлович (05.1920 — 05.1921)
- Біїшев Ахмед Альмухаметович (06.1921 — 11.1921)
- Худайбердін Шагіт Ахметович (11.1921 — 03.1922)
- Жеханов Андрій Ілліч (04.1922 — 09.1922)
- Німвіцький Борис Миколайович (09.1922 — 09.1923)
- Восканов Рубен Айрапетович (10.1923 — 07.1924)
- Разумов Михайло Йосипович (12.1924 — 10.1927)
- Юревич Едуард Іванович (02.1927 — 02.1929)
- Бикін Яків Борисович (02.1929 — 10.1937)
- Залікін Олександр Тарасович (10.1937 — 01.1939)
- Растьогін Григорій Сергійович (01.1939 — 11.1939)
- Аношин Іван Семенович (11.1939 — 01.1942)
- Задіонченко Семен Борисович (01.1942 — 02.1943)
- Ігнатьєв Семен Денисович (02.1943 — 04.1946)
- Вагапов Сабір Ахмедьянович (04.1946 — 01.1953)
- Ігнатьєв Семен Денисович (12.1953 — 06.1957)
- Нурієв Зія Нурієвич (06.1957 — 07.1969)
- Шакіров Мідхат Закірович (07.1969 — 06.1987)
- Хабібуллін Равмер Хасанович (06.1987 — 02.1990)

### Башкирський республіканський комітет (1990–1991)
- Горбунов Ігор Олексійович (04.1990 — 11.1991)